# Astalavista.box.sk
astalavista.box.sk — хакерская поисковая система. Изначально разрабатывавшаяся как одна из первых по поиску информации о компьютерной безопасности. Фактически, являлась единственным в мире поисковиком, специализированным для поиска эксплойтов, программного обеспечения, использующегося для взлома компьютерных систем, различных кейгенов и крэков. Существовала в период с 1994 года по 2018. Система была известна также тем, что зачастую выдавала ссылки на программные приложения, заражённые шпионским ПО и вирусами. Физически сервер располагался на территории Словакии. Отсутствие законодательства, регулирующего безопасность в сфере программного обеспечения, создавало благоприятные условия для хранения информации именно на территории этой страны
Согласно данным всемирного архива интернета, данный поисковик прекратил свою работу 21 июля 2018 года. Начиная с этой даты по ссылке происходит редирект на web сайт частного лица.
Astalavista — это искажённое название поисковой системы AltaVista, а также часть фразы «Hasta la vista, baby» (исп. «Увидимся, крошка»), произнесённой Терминатором в фильме Терминатор 2: Судный день.